# Fragging

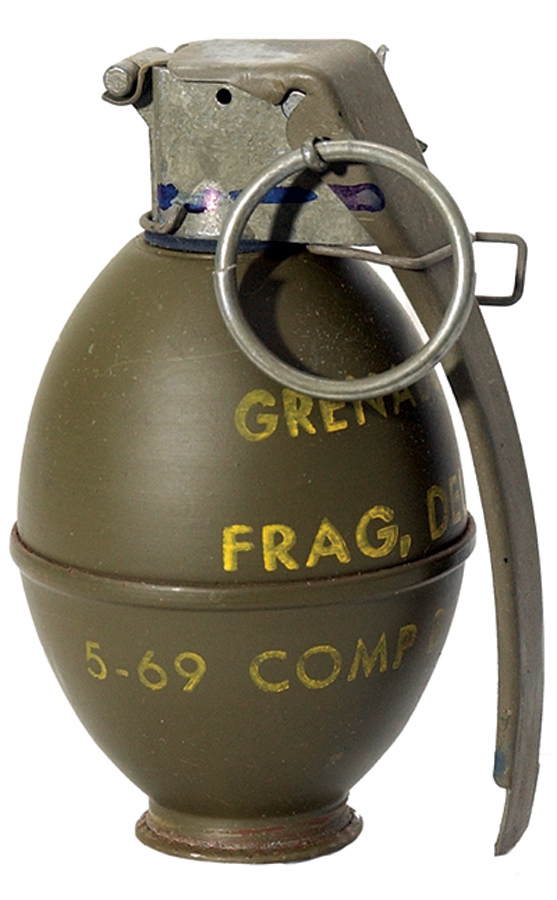
Grenade M26, fournie à l'armée américaine et aux Marines américains lors de la guerre du Vietnam et utilisée dans de nombreux incidents de fragging.

Dans le jargon de l'armée américaine, le fragging — qui se traduit littéralement par « fragmentation » —  désigne un attentat contre un officier de la chaîne de commandement d'une unité dans l'intention de le tuer. Le terme trouve son origine dans des faits survenus pendant la guerre du Viêt Nam et perpétrés à l'encontre d'officiers impopulaires au sein d'unités de combat, la tentative d'assassinat étant exécutée au moyen d'une grenade à fragmentation,, d'où le terme.

## Pourquoi les grenades?
Le mobile le plus commun justifiant le recours à une grenade à fragmentation ou une arme semblable est le souci de l'auteur d'éviter l'identification et les conséquences associées soit au niveau individuel (traduction en cour martiale par exemple) ou collectif (déshonneur de l'unité).
Contrairement à un projectile d'arme à feu, une grenade qui a explosé ne peut en effet pas être facilement reliée à l'auteur des faits, que ce soit par les méthodes d'investigation de police scientifique ou par tout autre moyen : la grenade elle-même est détruite par l'explosion, et les caractéristiques de la mitraille résiduelle ne sont pas suffisamment distinctives pour permettre le traçage d'une arme spécifique et de son propriétaire. Quand la grenade est jetée dans le feu de la bataille, le ou les auteurs peuvent prétendre que la grenade a atterri « accidentellement » trop près de la personne, ou qu'elle a été lancée par un autre membre de l'unité, voire par l'adversaire.

## Lefraggingpendant la guerre du Viêt Nam

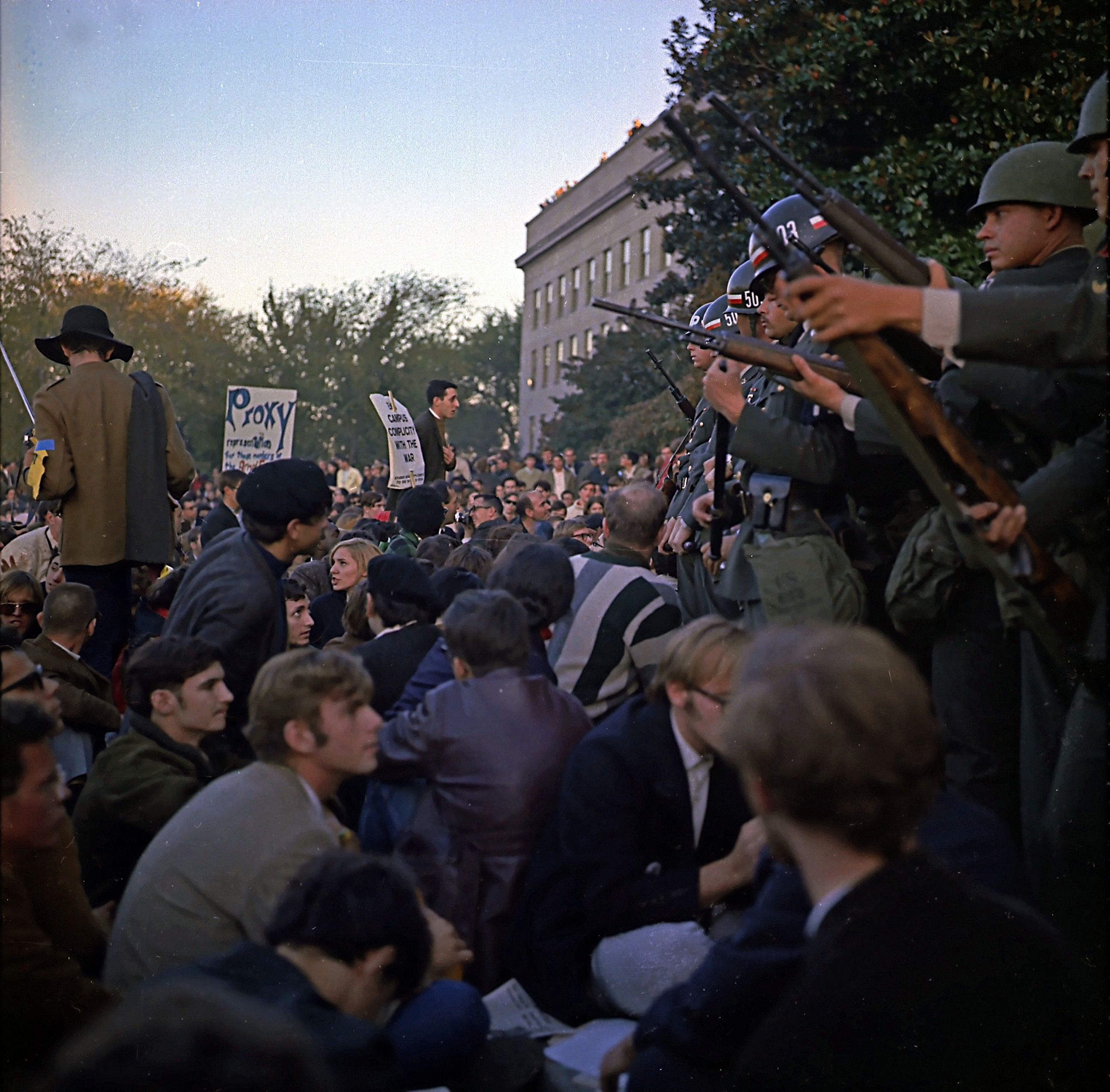
L'opposition de la jeunesse américaine contre la guerre du Viêt Nam eut d'importants effets sur le moral et la discipline des forces armées américaines déployées dans le Sud-est asiatique. La détérioration de ceux-ci, de même que l'usage de la drogue ou les problèmes liés au racisme, ont été à l'origine de nombreux cas de fragging.

Le fragging visait le plus souvent à assassiner un officier commandant (commanding officer (CO) en anglais) ou un sous-officier impopulaire, trop rigoureux, incompétent ou trop zélé. Comme la guerre devenait de plus en plus impopulaire, les soldats n'avaient plus guère envie d'être exposés au danger et préféraient des cadres affichant un même sens d'« autoprotection ». Si un cadre se révélait incompétent, le fragging devenait un moyen de survie pour les hommes servant sous ses ordres. Il devenait aussi un moyen de se débarrasser d'officiers se proposant trop souvent volontaires, avec leur unité, pour des missions dangereuses ou risquées, en particulier s'ils le faisaient par pure ambition personnelle. Ce souci de « survivre à la guerre » devint même un frein à l'effort de guerre, le fragging n'étant plus un secret dans les rangs subalternes. Parfois, un « avertissement » était donné à la « cible »  en plaçant ostensiblement une goupille de grenade sur son lit de camp, le passage à l'acte se faisant si elle persistait.
La menace latente du fragging servit à prévenir les officiers subalternes d'éviter la colère de leur recrues par imprudence, lâcheté ou manque de qualités de meneur. Des officiers subalternes pouvaient même à leur tour comploter le meurtre d'officiers supérieurs qu'ils jugeaient incompétents ou trop prodigues de la vie de leurs hommes. La presse clandestine circulant dans les rangs des contingents déployés au Viêt Nam  alla jusqu'à offrir des « primes » pour l'exécution d'officiers impopulaires.
Le fragging a été courant tout au long de la guerre du Viêt Nam : on a relevé au moins 230 cas avérés d'officiers américains tués par leurs propres troupes et la mort de quelque 1 400 autres officiers n'a pu être expliquée. Entre 1970 et 1971, on a relevé 363 cas de « voies de fait avec des engins explosifs » contre des officiers au Viêt Nam et les soldats déployés sous les ordres du lieutenant William Calley, responsable du massacre de Mỹ Lai, ont caressé l'idée de l'éliminer par cette méthode après qu'il les eut inconsidérément exposés au danger pendant une opération, provoquant la mort d'un des leurs.

## Incidents historiques similaires
D'autres cas de meurtres d'officiers par leurs troupes avaient déjà été relevés dans l'histoire.
- En 1704, lors de la bataille de Blenheim, un major impopulaire du 15th Regiment of Foot a été abattu d'une balle dans la tête par un de ses hommes après la victoire alliée[8].
- En 1815, lors de la bataille de Waterloo, le commandant du 92nd Regiment of Foot (Gordon Highlanders), le colonel John Cameron of Fassiefern (en), fut abattu par un de ses hommes qu'il avait précédemment fait flageller à titre disciplinaire[8].
- Durant la Première Guerre mondiale, un sergent fut tué par un de ses hommes qui, arrivant derrière lui, fourra une grenade dégoupillée dans son pantalon[9].

## Cas defraggingen Irak
Le 7 juin 2005, le capitaine Phillip Esposito et le premier lieutenant Louis Allen sont tués par l'explosion d'une mine Claymore placée sur la fenêtre du bureau d'Esposito à la base avancée Danger située à Tikrit en Irak. Le Staff sergeant (en) Alberto B. Martinez est accusé du meurtre mais, par la suite, est acquitté par une cour martiale le 4 décembre 2008.
Le sergent Alberto B. Martinez, s'étant attiré les foudres du capitaine Esposito pour ses médiocres états de service, avait publiquement menacé son supérieur de fragging, au dire de divers témoins. Un soldat confirma par ailleurs avoir remis une mine Claymore et plusieurs grenades à Martinez peu avant l'attentat. La cour martiale tenue à Fort Bragg en Caroline du Nord acquitta toutefois l'auteur supposé, au motif que sa défense avait jugé spécieux ces témoignages. Cependant, la justice militaire n’engagea pas d'autres poursuites.
Il s'agit d'un des deux cas publiquement reconnus de fragging pendant la guerre d'Irak. En 2005, Hasan Akbar a été reconnu coupable du meurtre de deux officiers au Koweït en 2003 et condamné à mort.

## Dans la culture populaire
Le fragging apparaît dans certaines œuvres de fiction.

### Cinéma
Plusieurs films abordent le thème du Fragging:
- Sir! No Sir!
- Platoon
- Outrages (un camarade de Michael J. Fox place une grenade dans les sanitaires pour l'empêcher de raconter son crime)
- À l'épreuve du feu
- Full Metal Jacket

### Télévision
- Dans la série L'Enfer du devoir (saison 2, épisode 11), un lieutenant trop zélé échappe de peu à un fragging dont il avait été averti quelques jours auparavant, par la dépose d'une goupille sur son lit. Dans l'épisode 21 de la troisième saison, un sergent abusif est victime d'un fragging alors qu'il est aux toilettes.
- Dans la série NCIS (saison 16, épisode 5), après la découverte d’une vieille bande audio d’un soldat faisant ses adieux à sa femme pendant la guerre du Vietnam, Gibbs et son équipe enquêtent sur ce qui avait été conclu comme un meurtre par fragging.

### Jeux vidéo
- Le terme frag est repris dans les jeux vidéo de tir en multijoueurs, depuis la sortie du jeu Doom (1993).
- Dans le jeu Battlefield 3, le joueur doit assassiner son propre supérieur afin de permettre à un agent russe de tenter d'arrêter un terroriste.